# Граничные условия для электромагнитного поля
Граничные условия для электромагнитного поля — это условия, связывающие значения напряжённостей и индукций магнитного и электрического полей по разные стороны от поверхностей, характеризующихся определенной поверхностной плотностью электрического заряда и/или электрического тока.
Приведенные ниже граничные условия следуют из теоремы Гаусса. Уравнения приведены в системе единиц СГС.
Для нормальных составляющих электрической индукции:
{\displaystyle D_{2n}-D_{1n}=4\pi \sigma }
Для тангенциальных (касательных) составляющих напряжённости электрического поля:
{\displaystyle E_{2t}-E_{1t}=0}
Для нормальных составляющих магнитной индукции:
{\displaystyle B_{2n}-B_{1n}=0}
Для тангенциальных (касательных) составляющих напряжённости магнитного поля:
{\displaystyle [\mathbf {n} \times (\mathbf {H} _{1}-\mathbf {H} _{2})]={\frac {4\pi }{c}}\mathbf {j} }
где {\displaystyle \mathbf {j} } — это  плотность поверхностного тока, {\displaystyle \mathbf {n} } — нормаль к поверхности, а {\displaystyle \sigma } — поверхностная плотность заряда